# Yining (häradshuvudort i Kina, Xinjiang Uygur Zizhiqu, lat 43,98, long 81,52)
Yining är en häradshuvudort i Kina. Den ligger i den autonoma regionen Xinjiang, i den nordvästra delen av landet, omkring 490 kilometer väster om regionhuvudstaden Ürümqi. Antalet invånare är 372 590. Befolkningen består av 180 322 kvinnor och 192 268 män. Barn under 15 år utgör 23,0 %, vuxna 15-64 år 70 %, och äldre över 65 år 5,0 %.
Runt Yining är det ganska tätbefolkat, med 86 invånare per kvadratkilometer. Närmaste större samhälle är Yili, 16,0 km sydväst om Yining. Trakten runt Yining består i huvudsak av gräsmarker.
Genomsnittlig årsnederbörd är 410 millimeter. Den regnigaste månaden är juni, med i genomsnitt 53 mm nederbörd, och den torraste är mars, med 11 mm nederbörd.